# 댄 하먼
댄 하먼(영어: Dan Harmon, 1973년 1월 3일 ~ )는 미국의 작가이자 프로듀서다. 하먼은 NBC의 코미디 시리즈 《커뮤니티》의 기획 및 제작, 어덜트 스윔의 애니메이션 시리즈 《릭 앤 모티》의 공동기획자, 그리고 대체 텔레비전 방송국/웹사이트 채널 101의 공동설립자로 널리 알려져 있다. 하먼은 2013년 《You'll Be Perfect When You're Dead》(한국어: 넌 죽을 때 비로소 완벽해질 거야)를 출판했다. 2016년에 두 번째 책의 출판을 예정 중이다. 그는 주간 팟캐스트 《하먼타운》의 진행자이기도 하다.

## 어린 시절
하먼은 위스콘신주 밀워키에서 태어났다. 그는 밀워키의 외곽에 있던 브라운 디어 고등학교를 졸업했고, 마켓 대학에 다녔다. 그는 렌데일 커뮤니티 칼리지에 잠시 다녔다. 그는 이 때 다닌 커뮤니티 칼리지에서의 경험을 활용해 《커뮤니티》의 기반을 구축했다.

## 경력

### 초기 경력 (1996–2008)
하먼은 롭 스크랩과 함께 코미디스포츠 밀워키의 구성원으로 활동했다. 그들은 1996년에 음반 〈Take Down the Grand Master〉를 제작했다. 하먼은 초기 경력 때 밀워키의 세이프하우스에서 무료 코미디 무대에 곧잘 오랐고, 주로 자위에 대한 개그를 선보였다.

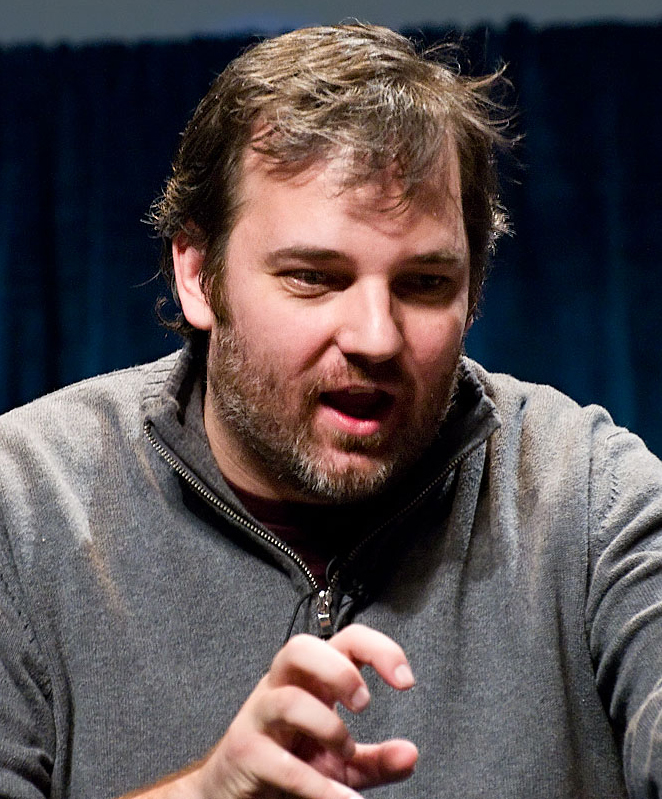
2010년, 팔리페스트에서 진행된 《커뮤니티》 패널에서의 댄 하먼

하먼은 텔레비전 파일럿 《히트 비전 앤드 잭》과 잭 블랙, 드루 케리, 세라 실버먼이 출연하기도 한 채널 101의 여러 쇼의 공동기획자를 맡았다. 그는 코미디 센트럴의 《사라 실버먼 프로그램》의 공동기획자와 몇몇 에피소드의 수석 각본가를 맡았다. 하먼은 테드 템플먼을 크게 변형시킨 버전을 채널 101의 웹 시리즈 《요트 록》 두 편에 등장시켰다. 그는 VH1에서 2007년 3월부터 방영한 스케치 코미디 쇼 《Acceptable.TV》의 기획자, 제작책임자, 그리고 주요 공연인이다. 그와 롭 스크랩은 아카데미상에 후보로 오른 《몬스터 하우스》의 각본을 썼다. 그는 로브의 만화인 《Scud: The Disposable Assassin》의 각본에 기여했다.

### 《커뮤니티》 (2009–2012, 2014–2015)
2009년, 하먼운 자신의 커뮤니티 칼리지 경험을 살려 시트콤 《커뮤니티》를 제작했다. 이 프로그램은 NBC의 가을 편성 프로그램에 선정되었다. 하먼은 이 프로그램에서 시즌 3까지 제작책임자와 쇼러너로 일했으며, 2013년 3월 18일 소니 경영진과의 마찰로 《커뮤니티》를 떠난다고 발표했다. 2013년 6월 1일, 하먼은 《커뮤니티》로 돌아온다고 발표했고, 소니 픽처스에서 6월 10일에 그가 크리스 맥케나와 함께 공동쇼러너로 일하게 되었음을 알렸다. NBC는 프로그램의 5번째 시즌에서 제작을 취소했다. 하지만 2014년 6월에 30일 야후!에서 13편으로 구성된 시즌 6의 방송 제작과 이를 야후! 스크린에서 방영할 것임을 발표했다.

### 《하먼타운》 (2011–현재)
2011년 3월 23일, 하먼은 멜트다운 코믹스의 월간 라이브 코미디 쇼 및 팟캐스트, 《하먼타운》의 진행자로 일하기 시작했다. 《커뮤니티》에서 해고된 뒤부터는 주간으로 방송했다. 쇼는 제프 B. 데이비스와 공동으로 진행하고, 정기적으로 테이블탑 롤플레잉 게임이 나온다. 게임 마스터 스펜서 크리텐던의 도움을 받았으며, 처음에는 《던전 앤 드래곤》, 후에는 《섀도우런》이 등장했다. 이 요소는 나중에 《하먼 퀘스트》에 영향을 주었다. 하먼은 2013년 투어에서 오스틴, 내슈빌, 서머빌, 메사추세스, 브루클린, 로든아일랜드 등에서 공연을 선보였다. 투어는 닐 버클리가 감독을 맡은 다큐멘터리로 제작되었다. 이 다큐멘터리도 《하먼타운》이란 이름으로 명명되었고, 2016년 3월 18일 오스틴 필름 페스티벌에서 초연되었다.

### 《릭 앤 모티》 (2012–현재)
하먼은 《커뮤니티》에 참여하고 있을 당시 저스틴 로일랜드와 1년 동안 함께 공동쇼러너를 맡으며 아이디어를 주고받았다. 2012년 가을, 어덜트 스윔은 약 30분의 애니메이션을 하먼과 로일랜드에게 요청했다. 《릭 앤 모티》의 파일럿은 똑똑하지만 저급한 발명가와 그의 손자의 모험 이야기를 담고 있다. 《릭 앤 모티》는 2013년 12월 2일에 초연되었고, 시즌 2 또한 방영했다. 하먼은 작 내에서 새인간의 목소리를 맡았다.

### 《Great Minds with Dan Harmon》 (2016–현재)
2016년 2월부터 하먼은 가상의 본인 역을 맡아 《Great Minds with Dan Harmon》에 출연하고 있다.

## 참여 작품

### 영화
| 연도 | 제목                | 역할 | 비고                   |
| ---- | ------------------- | ---- | ---------------------- |
| 2006 | 《몬스터 하우스》   |      | 각본가                 |
| 2008 | 《쿵푸팬더》        |      | 미표기 각본가          |
| 2014 | 《하먼타운》        | 본인 | 다큐멘터리; 제작책임자 |
| 2015 | 《백 인 타임》      | 본인 | 다큐멘터리             |
| 2015 | 《아노말리사》      |      | 제작책임자             |
| 2016 | 《닥터 스트레인지》 |      | 추가 각본가            |

### 텔레비전
| 연도      | 제목                             | 역할                 | 비고                                       |
| --------- | -------------------------------- | -------------------- | ------------------------------------------ |
| 1999      | 《히트 비전 앤드 잭》            |                      | 파일럿의 기획자, 각본가                    |
| 2003      | 《컴퓨터맨》                     | 유진 무르조스키      | 기획자, 각본가, 제작책임자                 |
| 2006      | 《MTV 비디오 뮤직 어워드 2006》  |                      | 텔레비전 스페셜의 각본가                   |
| 2007      | 《Acceptable.TV》                | 다양한 역할          | 공동기획자, 각본가, 제작책임자             |
| 2007–2010 | 《사라 실버먼 프로그램》         |                      | 공동기획자, 각본가                         |
| 2008      | 《2008 VGA 어워드》              |                      | 텔레비전 스페셜; 각본가                    |
| 2009      | 《제81회 아카데미상》            |                      | 텔레비전 스페셜; 각본가                    |
| 2009–2015 | 《커뮤니티》                     |                      | 기획자, 각본가, 제작책임자                 |
| 2012      | 《마리 쉘리즈 플랭큰홀》         | 지킬 박사 (목소리)   | 5개 에피소드                               |
| 2013–현재 | 《릭 앤 모티》                   | 새인간 / 여러 목소리 | 공동기획자, 각본가, 제작책임자             |
| 2013      | 《못말리는 패밀리》              | 유루트 클라크        | 에피소드 〈Borderline Personalities〉      |
| 2013      | 《액스 캅》                      | 청중 (목소리)        | 에피소드 〈Babysitting Uni-Baby〉          |
| 2015      | 《드렁크 히스토리》              | 나레이터             | 에피소드 〈Miami〉                         |
| 2015      | 《심슨 가족》                    |                      | 에피소드 〈Mathlete's Feat〉의 카우치 개그 |
| 2016–현재 | 《그레이트 마인즈 위드 댄 하먼》 | 댄 하먼              | 각본가, 제작책임자                         |
| 2016–현재 | 《하먼 퀘스트》                  | 본인 / 퐁뒤 수박     | 기획자, 각본가, 제작책임자                 |